# Flavia Perina
Flavia Perina (Roma, 2 aprile 1958) è una giornalista, scrittrice ed ex politica italiana. È stata membro della Camera dei deputati dal 2006 al 2013, dapprima nel gruppo di Alleanza Nazionale, poi con il Popolo della Libertà e infine con Futuro e Libertà per l'Italia. Dal 2000 al 2011 ha diretto il quotidiano Secolo d'Italia. Negli anni seguenti ha collaborato con diverse testate giornalistiche cartacee e online, tra cui il Fatto Quotidiano, Linus, Il Post, Linkiesta e La Stampa. Nel 2016 è uscito il suo primo romanzo Le lupe, edito da Baldini+Castoldi.

## Biografia

### Attività giornalistica
Iscritta all'Ordine dei giornalisti professionisti dal 1983, ha cominciato la carriera giornalistica svolgendo il praticantato presso il quotidiano Secolo d'Italia, allora diretto da Alberto Giovannini. Dal 1985 al 1989 ha lavorato come redattrice e inviata del telegiornale trasmesso dal canale televisivo Telemontecarlo, per poi entrare nella redazione de Il Sabato, settimanale guidato da Paolo Liguori, nella quale rimase fino al 1990. Nello stesso anno, con la nomina a direttore di Giano Accame, fu chiamata a fare la caporedattrice del Secolo d'Italia Dal 2000 al 2011 lo ha anche ha diretto, ricoprendo il ruolo di direttrice politica a partire dal 2006, quando fu affiancata da Luciano Lanna in veste di direttore responsabile.
Durante gli anni della sua direzione ha introdotto temi inusuali per la stampa italiana di destra, tra cui il femminismo, l'ecologismo e il dialogo con i cittadini di religione islamica. In qualità di direttore del Secolo d'Italia, e in un secondo momento nel ruolo di parlamentare, ha portato avanti campagne come quella per la ricerca della verità sul caso Stefano Cucchi e quella per il diritto di voto ai cittadini extracomunitari residenti in Italia da più di cinque anni. Nel 2011 ha aderito alle mobilitazioni indette dal movimento Se Non Ora Quando? in risposta allo scandalo del Rubygate e ha pubblicato per ADD Editore il saggio Senza una donna. Un dialogo su potere, diritti, famiglia, nel paese più maschilista d'Europa, scritto con la deputata del Partito Democratico Alessia Mosca. Restò alla guida del Secolo d'Italia fino al 22 marzo 2011, quando, dopo la rottura tra Silvio Berlusconi e Gianfranco Fini, fu esonerata dall'incarico per via dell'incompatibilità della sua linea editoriale con le posizioni della maggioranza degli ex AN. Insieme a lei lasciarono il giornale anche Luciano Lanna e il caposervizio cultura Filippo Rossi.
Dopo la lunga esperienza al Secolo d'Italia, nel 2014 Perina è stata per un breve periodo condirettrice dell'agenzia di stampa Adnkronos. Nel febbraio 2015 ha fatto parte insieme a Malcom Pagani ed Eric Jozsef della giuria del talent Americano — Il primo sulla notizia!, condotto da Tommaso Mattei e andato in onda su Agon Channel. Ha inoltre collaborato con diverse testate giornalistiche cartacee e online, tra cui il Fatto Quotidiano, il Post, Linus . Dalla fine del 2017 dirige Libertà Civili, una rivista bimestrale promossa dal Dipartimento Immigrazione e Libertà Civili del Ministero dell'interno e dedicata all'approfondimento di tematiche legate al fenomeno dell'immigrazione nel contesto italiano. Attualmente è editorialista de Linkiesta e del quotidiano La Stampa di Torino.

### Attività politica
Figlia di Marcello Perina e Wilma Coppola, entrambi dirigenti del Movimento Sociale Italiano - Destra Nazionale, cominciò a interessarsi di politica fin da giovanissima. Nel 1976, all'età di diciotto anni, aderì al Fronte della Gioventù, l'organizzazione giovanile del Movimento Sociale Italiano, e fu tra le fondatrici del mensile Éowyn, la prima rivista di riflessione femminile della destra italiana. Alla fine degli anni '70 fu impegnata nelle attività della Nuova Destra, il movimento guidato dal politologo Marco Tarchi, partecipando all'organizzazione del primo Campo Hobbit, che si tenne a Montesarchio (Benevento) l'11-12 giugno 1977. Nel 1977 ha passato 40 giorni nel carcere di Rebibbia in seguito ad una retata della polizia contro i giovani della destra dopo gli scontri con la sinistra extraparlamentare seguiti alla morte di Walter Rossi, venendo poi liberata e scagionata da ogni accusa.
Alle elezioni politiche del 2006 fu eletta alla Camera dei deputati nella circoscrizione Toscana nelle liste di Alleanza Nazionale, riconfermandosi anche alle elezioni politiche del 2008, questa volta nelle liste del Popolo della Libertà. Nel 2009 fu tra i primi firmatari, insieme all'ex segretario del Partito Democratico Walter Veltroni, della proposta di legge bipartisan per il riconoscimento del voto amministrativo ai cittadini extracomunitari residenti in Italia da almeno cinque anni. Il 30 luglio 2010, in seguito allo strappo tra Silvio Berlusconi e Gianfranco Fini, fu una dei 34 deputati del Popolo della Libertà che seguirono l'ex leader di Alleanza Nazionale nella formazione del nuovo gruppo Futuro e Libertà per l'Italia. Nel corso della sua carriera parlamentare ha fatto parte della Commissione Cultura, della Commissione Affari Sociali e della Commissione di Vigilanza Rai. 
Nel 2013 abbandona Futuro e Libertà per l'Italia (ormai in disgregazione). Nel giugno 2013 partecipa alla fondazione di Green Italia, nuovo partito ecologista italiano, da cui fuoriesce dopo le elezioni europee dell'anno successivo.

## Opere
- Alessia Mosca e Flavia Perina, Senza una donna. Un dialogo su potere, famiglia e diritti nel paese più maschilista d'Europa, ADD Editore, 2011, ISBN 978-88-96873-19-9.
- Flavia Perina, Le lupe, Baldini&Castoldi, 2016, ISBN 978-88-6852-955-0.